# غاري كومبتون
غاري كومبتون (بالإنجليزية: Gary Compton)‏ هو لاعب كرة قدم أمريكية أمريكي، ولد في 9 مايو 1968 في إيرفينغ في الولايات المتحدة.